# Tignall
Tignall est une ville dans le comté de Wilkes, en Géorgie, aux États-Unis. La population était de 615 habitants au recensement de 2010.

## Géographie
Tignall est située à 33° 52′ 01″ N, 82° 44′ 28″ O (33.866861, -82.741195).

## Démographie
| 1910 | 1920 | 1930 | 1940 | 1950 | 1960 |
| ---- | ---- | ---- | ---- | ---- | ---- |
| 320  | 653  | 505  | 567  | 502  | 556  |

| 1970 | 1980 | 1990 | 2000 | 2010 | - |
| ---- | ---- | ---- | ---- | ---- | - |
| 756  | 733  | 711  | 653  | 546  | - |

Selon le bureau du recensement des États-Unis, la ville a une superficie totale de 7,5 km2.

## Personnalités notables
- James E. Boyd, scientifique